# Goran Nikolić (économiste)
Pour les articles homonymes, voir Goran Nikolić et Nikolić.
 (avril 2025).
La mise en forme du texte ne suit pas les recommandations de Wikipédia : il faut le « wikifier ».
Les points d'amélioration suivants sont les cas les plus fréquents. Le détail des points à revoir est peut-être précisé sur la page de discussion.
- Les titres sont pré-formatés par le logiciel. Ils ne sont ni en capitales, ni en gras.
- Le texte ne doit pas être écrit en capitales (les noms de famille non plus), ni en gras, ni en italique, ni en « petit »…
- Le gras n'est utilisé que pour surligner le titre de l'article dans l'introduction, une seule fois.
- L'italique est rarement utilisé : mots en langue étrangère, titres d'œuvres, noms de bateaux, etc.
- Les citations ne sont pas en italique mais en corps de texte normal. Elles sont entourées par des guillemets français : « et ».
- Les listes à puces sont à éviter, des paragraphes rédigés étant largement préférés. Les tableaux sont à réserver à la présentation de données structurées (résultats, etc.).
- Les appels de note de bas de page (petits chiffres en exposant, introduits par l'outil «  Source ») sont à placer entre la fin de phrase et le point final[comme ça].
- Les liens internes (vers d'autres articles de Wikipédia) sont à choisir avec parcimonie. Créez des liens vers des articles approfondissant le sujet. Les termes génériques sans rapport avec le sujet sont à éviter, ainsi que les répétitions de liens vers un même terme.
- Les liens externes sont à placer uniquement dans une section « Liens externes », à la fin de l'article. Ces liens sont à choisir avec parcimonie suivant les règles définies. Si un lien sert de source à l'article, son insertion dans le texte est à faire par les notes de bas de page.
- La présentation des références doit suivre les conventions bibliographiques. Il est recommandé d'utiliser les modèles {{Ouvrage}}, {{Chapitre}}, {{Article}}, {{Lien web}} et/ou {{Bibliographie}}. Le mode d'édition visuel peut mettre en forme automatiquement les références.
- Insérer une infobox (cadre d'informations à droite) n'est pas obligatoire pour parachever la mise en page.

Pour une aide détaillée, merci de consulter Aide:Wikification.
Si vous pensez que ces points ont été résolus, vous pouvez retirer ce bandeau et améliorer la mise en forme d'un autre article.
 (avril 2025).
Goran (Vladimir) Nikolić (en serbe cyrillique : Горан (Владимир) Николић), né le 1974 en Yougoslavie, est un économiste serbe spécialiste du commerce extérieur, des relations économiques internationales et du processus d’intégration européenne. 

## Parcours académique et contributions scientifiques
Nikolić a suivi des études en sciences économiques à l’université de Belgrade, où il a également obtenu un diplôme de master en économie. En mars 2009, il a soutenu une thèse de doctorat intitulée « L’adaptation structurelle des exportations serbes à la demande d’importation de l’Union européenne », qui lui a valu le titre de docteur. Il a entamé sa carrière académique et professionnelle à l’Institut du commerce extérieur, avant de rejoindre, entre 2001-2002 et 2009, le Centre de recherche scientifique et d’analyse des politiques économiques de la Chambre de commerce de Serbie. Depuis 2009, il est affilié à l’Institut d’études européennes, où il occupe le plus haut rang scientifique, celui de conseiller scientifique,.
Ses axes de recherche couvrent, entre autres, la structure du commerce extérieur serbe, la dynamique du taux de change du dinar, les problématiques liées à la balance des paiements, les effets des processus d’intégration européenne sur les flux commerciaux, ainsi que diverses questions relevant de l’économie internationale et de l’histoire économique. Nikolić est l’auteur de nombreuses publications scientifiques et a activement participé à de nombreuses conférences spécialisées d’importance nationale, notamment celles organisées par la Société scientifique des économistes de Serbie, dont il est membre.

## Reconnaissance internationale et engagements professionnels
Son expertise a également été saluée à l’échelle internationale. En avril 2018, il a répondu à une invitation du ministère du Commerce chinois pour un séjour professionnel de trois semaines à Pékin.
En septembre 2021, il a pris part au troisième atelier académique du réseau LSEE-CEFTA sur le commerce international, organisé à la London School of Economics and Political Science, où il a présenté une intervention intitulée « Le renforcement de la coopération régionale dans les Balkans occidentaux est-il une stratégie pertinente ? »,. En juillet 2023, en collaboration avec le Dr Ivan Nikolić, il a présenté un article de recherche lors de la conférence « The Great Silk Road Conference: Challenges and Opportunities for the Development of Eurasia », organisée par l’université de Bournemouth et la Westminster International University de Tachkent. Leur communication s’intitulait : « Perspectives pour un renforcement de la coopération : la croissance rapide du commerce bilatéral de biens et les investissements directs chinois en Serbie sont-ils durables ? ».

## Œuvres
- (en) Goran Nikolić, « Does it make sense to deepen the economic cooperation of the western balkan economies? », Economic Research-Ekonomska Istraživanja, vol. 33, no 1,‎ 1er janvier 2020, p. 3453–3475 (ISSN 1331-677X et 1848-9664, DOI 10.1080/1331677X.2020.1774791, lire en ligne, consulté le 1er mai 2025)
- (en) Goran Nikolić et Ivan Nikolić, « Can Structural Indicators of Trade Explain Why EU Candidate Countries Are Integrating Slowly? », Eastern European Economics, vol. 62, no 4,‎ 3 juillet 2024, p. 505–527 (ISSN 0012-8775 et 1557-9298, DOI 10.1080/00128775.2023.2219243, lire en ligne, consulté le 1er mai 2025)
- (en) Goran Nikolić, « Changes in the structure of trade between China and the countries of central and eastern Europe in the period after the initiation of format 17+1 », Argumenta Oeconomica, vol. 2021, no 1,‎ 2021, p. 39–61 (ISSN 1233-5835 et 1233-5835, DOI 10.15611/aoe.2021.2.03, lire en ligne, consulté le 1er mai 2025)
- (en) Goran Nikolic et Ivan Nikolic, « Is there a trade convergence between South East European and Central European economies », Economic Annals, vol. 66, no 231,‎ 2021, p. 7–31 (ISSN 0013-3264 et 1820-7375, DOI 10.2298/EKA2131007N, lire en ligne, consulté le 1er mai 2025)